# Paul England
Paul Thomas England (Melbourne, 28 marzo 1929 – Melbourne, 17 giugno 2014) è stato un pilota automobilistico australiano.
In Formula 1 corse il solo Gran Premio di Germania 1957 a bordo di una Cooper T41 di categoria Formula 2: non portò a termine la gara a causa di problemi meccanici.

## Risultati in Formula 1
| 1957 | Scuderia             | Vettura    |  |  |  |  |  |     |  |  |  | Punti | Pos. |
| ---- | -------------------- | ---------- |  |  |  |  |  | --- |  |  |  | ----- | ---- |
| 1957 | Ridgeway Managements | Cooper T41 |  |  |  |  |  | Rit |  |  |  | 0     |      |

| Legenda | 1º posto     | 2º posto | 3º posto    | A punti         | Senza punti/Non class.  | Grassetto – Pole position Corsivo – Giro più veloce |
| Legenda | Squalificato | Ritirato | Non partito | Non qualificato | Solo prove/Terzo pilota | Grassetto – Pole position Corsivo – Giro più veloce |